# دي جي عقيل
دي جي عقيل (بالإنجليزية: DJ Aqeel)‏ هو كاتب أغاني ومغني هندي ، ولد في 23 نوفمبر 1977 في حيدر آباد في الهند.

## وصلات خارجية
- دي جي عقيل على موقع IMDb (الإنجليزية)
- دي جي عقيل على موقع ميوزك برينز (الإنجليزية)
- دي جي عقيل على موقع ديسكوغز (الإنجليزية)